# Tragocephala trifasciata
Tragocephala trifasciata là một loài bọ cánh cứng trong họ Cerambycidae.